# Rail Delivery Group
Rail Delivery Group (RDG) conosciuta anche come Association of Train Operating Companies (ATOC) è la più importante società operante nel trasporto ferroviario britannico.
Le Rail Delivery Group nacque nel 1994 in seguito alla privatizzazione della British Railways.